# Gagrellula parra
Gagrellula parra is een hooiwagen uit de familie Sclerosomatidae.